# Mimoso de Goiás
| Mimoso de Goiás              | Mimoso de Goiás                                                            |
| ---------------------------- | -------------------------------------------------------------------------- |
|                              |                                                                            |
| Wappen                       | Flagge                                                                     |
| Wappen von Mimoso de Goiás   | Flagge von Mimoso de Goiás                                                 |
| Karten                       |                                                                            |
|                              |                                                                            |
| Basisdaten                   |                                                                            |
| Staat:                       | Brasilien (BRA)                                                            |
| Bundesstaat:                 | Goiás (GO)                                                                 |
| Mesoregion:                  | Ost-Goiás                                                                  |
| Mikroregion:                 | Entorno de Brasília (GO)                                                   |
| Geografische Lage:           | 15° 3′ S, 48° 10′ W                                                        |
| Angrenzende Gemeinden:       | Niquelândia, Água Fria de Goiás, Planaltina, Padre Bernardo, Vila Propício |
| Distanz zu Goiânia:          | 307 km                                                                     |
| Zeitzone:                    | UTC-3                                                                      |
| Höhe:                        | 675 m                                                                      |
| Fläche:                      | 1.386,910 km²                                                              |
| Einwohner:                   | 2.685                                                                      |
| Bevölkerungsdichte:          | 1,9 Einwohner / km²                                                        |
| Telefonvorwahl:              | +55 62                                                                     |
| Postleitzahl (CEP):          | 73730-000                                                                  |
| Adresse der Stadtverwaltung: | Rua 9, s/n qd 12 lt 9 Mimoso de Goiás - GO                                 |
| Offizielle Website:          |                                                                            |
| Jahrestag:                   | 1. Juni                                                                    |
| Gemeindegründung:            | 1987                                                                       |
| Politik                      |                                                                            |
| Bürgermeister:               |                                                                            |

Mimoso de Goiás ist eine brasilianische politische Gemeinde im Bundesstaat Goiás. Sie liegt nördlich der brasilianischen Hauptstadt Brasília und nordöstlich von Goiânia, der Hauptstadt des Bundesstaates.

## Geographische Lage
Mimoso de Goiás grenzt
- im Norden an Niquelândia
- im Osten an Água Fria de Goiás
- im Süden an Planaltina und Padre Bernardo
- im Westen an Vila Propício